# Egawa Yusei
Egawa Yusei (sinh ngày 24 tháng 10 năm 2000) là một cầu thủ bóng đá người Nhật Bản.

## Sự nghiệp câu lạc bộ
Egawa Yusei hiện đang chơi cho V-Varen Nagasaki.